# Янович, Илиодор Александрович
Илиодо́р Алекса́ндрович Яно́вич (1841—1908) — российский государственный деятель, действительный статский советник, губернатор Плоцкой губернии.

## Биография
Из дворян. Родился в 1841 году. Воспитывался в Николаевском инженерном училище и окончил курс в Николаевской инженерной академии с правами первого разряда и с правом носить аксельбант. В службу вступил в 1854 году кондуктором в кондукторскую роту Николаевского инженерного училища. В 1861 году по окончании курса в Николаевской инженерной академии, выпущен на действительную службу, с оставлением при училище репетитором по фортификации. В 1864 году переведен в военно-инженерное управление кавказской армии и отправлен в инспекторское отделение главного инженерного управления. В следующем году переведен в Санкт-Петербургскую инженерную команду, с прикомандированием к главному инженерному управлению.
В 1866 году прикомандирован ко 2-й Санкт-Петербургской военной гимназии для испытания в должности воспитателя. В 1867 году уволен от службы для определения к статским делам и назначен мировым посредником 1-го участка Опочецкого уезда. Опочецким земским собранием в 1868 году избран в члены Опочецкой земской управы, а в 1869 году избран в почетные мировые судьи Опочецкого округа. В 1877 году избран Опочецким уездным предводителем дворянства, председателем Опочецкой уездной земской управы. В 1886 году назначен управляющим Радомской казенной палатой, в 1888 году командирован в Ригу для составления проекта преобразования земских обложении в Прибалтийских губерниях, в следующем году вызван в Санкт-Петербург для участия в комиссии по обсуждению этого проекта, причем участвовал также в комиссии для пересмотра узаконении о земском обложении по вопросам о торговле и промышленности, о земской отчетности и основаниях земского счетоводства и об обложении земель и лесов. В 1890 году в чине действительного статского советника назначен губернатором Плоцкой губернии.

## Труды
- Записка о земских повинностях в Лифляндской губернии, составленная по поручению министра финансов управляющим Радомской казенной палатой, статским советником Яновичем Санкт-Петербург : тип. В. Киршбаума, 1888